# Educación en la Ilustración

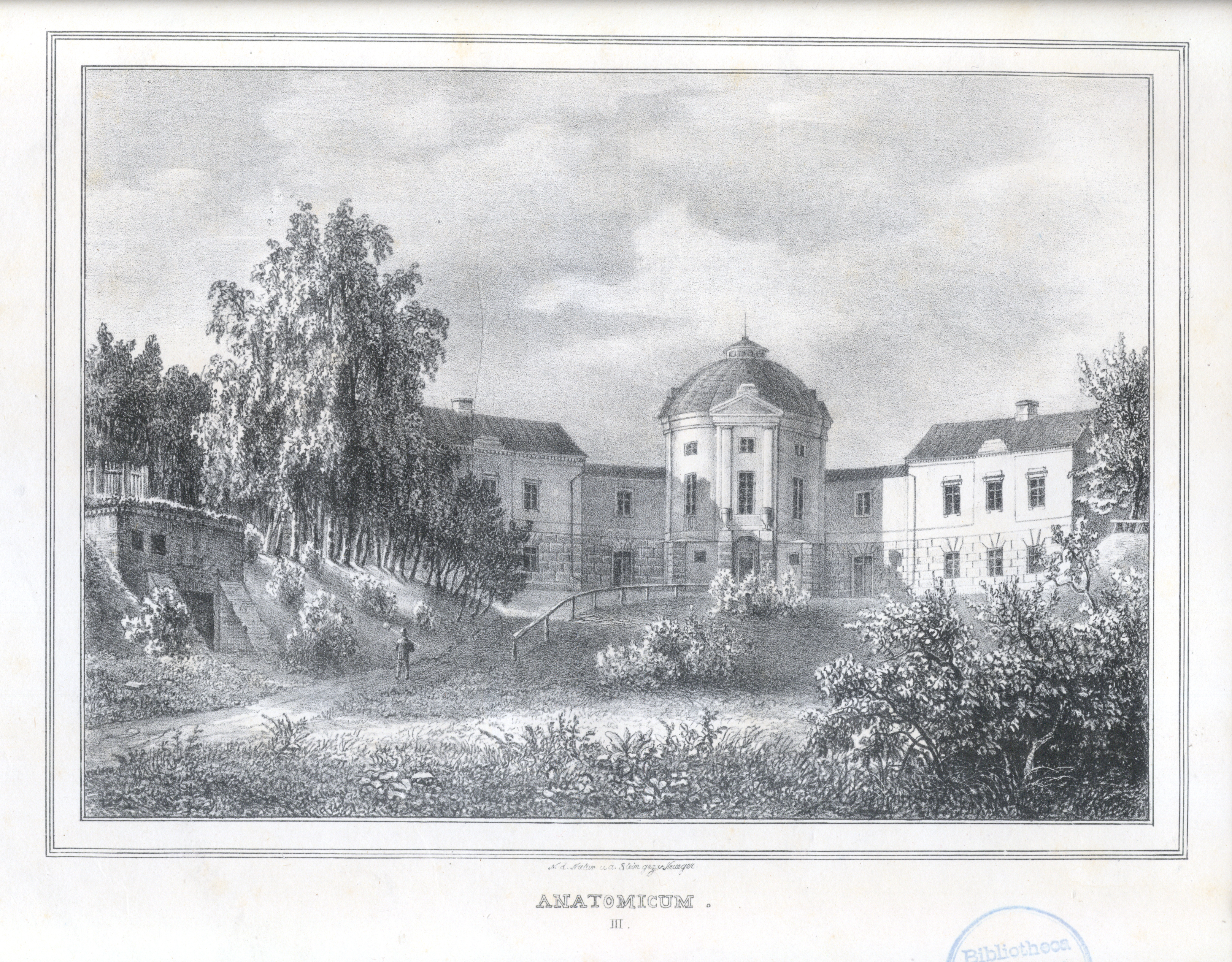
Las universidades del norte de Europa estaban más dispuestas a aceptar las ideas de la Ilustración y a menudo estaban muy influidas por ellas. Por ejemplo, el conjunto histórico de la Universidad de Tartu en Estonia, que fue erigida en este tiempo, ahora se incluye en la lista del patrimonio europeo como ejemplo de una universidad en la edad de la ilustración.

La Educación en la ilustración se refiere al desarrollo de los sistemas educativos en Europa que continuó durante todo el período de la Ilustración y en la Revolución Francesa. El Siglo de las Luces dominó el pensamiento avanzado en Europa desde aproximadamente la década de 1650 hasta la de 1780. Se desarrolló a partir de una serie de fuentes de «nuevas» ideas, tales como desafíos al dogma y a la autoridad de la Iglesia católica y por el creciente interés en las ideas de la ciencia, en los métodos científicos. En filosofía, puso en duda formas tradicionales de pensamiento. Los pensadores de la Ilustración querían modernizar el sistema educativo y que desempeñara un papel más central en la transmisión de tales ideas e ideales. Las mejoras en los sistemas educativos produjeron un mayor público de lectura, que dio lugar a una mayor demanda de material impreso entre los lectores a través de un más amplio espectro de clases sociales con una gama más amplia de intereses. Después de 1800, a medida que la Ilustración dio paso al Romanticismo, hubo menos énfasis en la razón y el desafío a la autoridad y más apoyo para el nacionalismo emergente y la asistencia obligatoria a la escuela.

## Historia de la educación
Antes de la Ilustración, los sistemas educativos europeos estaban orientados principalmente a enseñar un número limitado de profesiones, por ejemplo, órdenes religiosas (sacerdotes, monjes y monjas), trabajadores de la salud (p. ej., médicos) y burócratas (abogados y escribas), y no habían sido aún muy influenciados por la revolución científica. A medida que la revolución científica y la agitación religiosa rompían perspectivas tradicionales y formas de pensamiento de este tiempo, la religión y la superstición fueron reemplazadas por el razonamiento y los hechos científicos. Filósofos como John Locke propusieron la idea que el conocimiento se obtiene a través de la sensación y la reflexión. Esta proposición conllevó la teoría de Locke de que todas las personas tienen la misma capacidad de sensación y, por tanto, la educación no debe limitarse a una cierta clase o género. Antes de los siglos XVII y XVIII, la educación y la alfabetización se limitaban en general a hombres pertenecientes a la nobleza y a las clases mercantil y profesional. En Inglaterra y Francia, «nociones idealizadas de la domesticidad, que enfatizaban la importancia de preparar a las niñas para la maternidad y los deberes domésticos, impulsaron la expansión de la escolarización de las niñas».

## Contexto histórico
El Renacimiento había sido el comienzo de una nueva era en la historia, que culminó en los siglos siglos XVII y XVIII con el desarrollo de Estados absolutistas en toda Europa, salvo en Inglaterra y los Países Bajos. Francia, el imperio Habsburgo, Inglaterra y Rusia se convirtieron en las principales potencias de Europa. El Estado absolutista extendió su control más allá de lo político y lo incorporó a lo religioso (con la creación de la iglesia establecida) y a casi todos los demás aspectos de la vida humana. Aunque la Alta Edad Media y la Edad Media tardía habían sido testigas del crecimiento de las fuerzas de la clase media, el modelo de la sociedad todavía llevaba claramente el sello de la vida cortesana. La concentración del poder determinaba esta vida, y los ciudadanos y sus posesiones estaban cada vez más a disposición de la aristocracia. Los ciudadanos eran súbditos.
Pero incluso en un Estado absolutista la educación no podía ser privilegio exclusivo de los ricos o de las clases dominantes, porque los Estados absolutistas eficaces requieren súbditos capaces, aunque ligados a su posición social. Así, en los siglos XVII y XVIII se desarrolló la educación primaria para las clases medias, y el Estado consideró cada vez más como tarea suya la responsabilidad de establecer y mantener escuelas. Esta tendencia hacia la educación general no surgió sólo de consideraciones de conveniencia política, sino también del deseo de mejorar el mundo a través de la educación, haciendo que todos los ámbitos de la vida fueran ordenados y subordinados a una dirección racional, un propósito derivado de los principios de la Ilustración. No sólo había una tendencia hacia el enciclopedismo y la sistematización de las ciencias, sino también, de manera similar, una tendencia a corregir la educación mediante amplias regulaciones escolares.
En general, se puede hacer esta distinción entre los siglos XVII y XVIII: en el siglo XVII el objetivo de la educación se concebía como religioso y racionalista, mientras que en el siglo XVIII y como resultado de la Ilustración comenzaron a prevalecer las ideas del secularismo y el progreso. El siglo XVIII es especialmente recordado por tres reformas importantes: (i) la enseñanza en las lenguas maternas creció en importancia, rivalizando con el latín, (ii) las ciencias exactas se incorporaron al currículo, y (iii) los métodos correctos de enseñanza se convirtieron en una cuestión pedagógica.
En el siglo XVIII, las teorías y los sistemas de educación se vieron influidos por diversas tendencias filosóficas y sociales, entre ellas el realismo, que tuvo sus orígenes en la obra de Wolfgang Ratke y Comenio, entre otros, y el pietismo, que surgió principalmente de la obra de Felipe Jacobo Spener y August Hermann Francke a finales del siglo XVII y principios del XVIII. Otra tendencia fue el movimiento humanitario y racionalista de gran alcance de la Ilustración, que se evidencia mejor en las ideas pedagógicas de John Locke, en el auge de la filantropía y en la Encyclopédie de Denis Diderot, un sistema integral del conocimiento humano en 28 volúmenes (1751-1772). También fue importante el naturalismo, del que se puede considerar a Jean-Jacques Rousseau como el principal representante.

## Ideas educativas
John Locke en inglés y Jean Jacques Rousseau en francés fueron autores de obras influyentes sobre la educación. Ambos hicieron hincapié en la importancia de dar forma prematura a las mentes jóvenes. Para finales de la Ilustración existía una creciente demanda de un enfoque más universal sobre la educación, particularmente después de las revoluciones estadounidense y francesa. 
A los niños de esta época se les enseñaba a memorizar hechos mediante métodos orales y gráficos que se originaron durante el Renacimiento. La psicología educativa predominante a partir de la década de 1750, especialmente en países del norte de Europa fue el asociacionismo, la noción de que la mente asocia o disocia ideas a través de rutinas repetidas. El asociacionismo ofrecía una teoría práctica de la mente que permitía a los maestros y maestras transformar formas tradicionales de cultura impresa y manuscrita en herramientas gráficas efectivas de aprendizaje para los escalones inferiores y medios de la sociedad.
En Europa central, el científico y educador del siglo XVII Comenio promulgó un sistema reformado de educación universal que se utilizó ampliamente en Europa. Su expansión dio lugar a un mayor interés gubernamental en la educación. Comenio introdujo una serie de conceptos e innovaciones educativas, entre ellos el uso de libros de texto ilustrados escritos en lenguas nativas en lugar de latín, una enseñanza basada en el desarrollo gradual de conceptos simples a conceptos más completos, un aprendizaje permanente centrado en el pensamiento lógico en lugar de la memorización, igualdad de oportunidades para los niños pobres, educación para las mujeres e instrucción universal y práctica. También creía firmemente en la conexión entre la naturaleza, la religión y el conocimiento, y afirmaba que el conocimiento nace de la naturaleza y la naturaleza de Dios.
Muchas de las principales universidades asociadas con principios progresivos de la Ilustración se encontraban en el norte de Europa, siendo las más famosas las universidades de Oxford, Cambridge, Londres, Leiden, Götinga, Halle, Montpellier, Upsala y Edimburgo. Profesores y egresados de estas universidades, especialmente las de Glasgow y Edimburgo (centros de la Ilustración escocesa), tuvieron un impacto significativo en las colonias norteamericanas de Gran Bretaña y, más tarde, en los Estados Unidos. La universidad de Glasgow fue líder en filosofía moral, de manera notable con Francis Hutcheson, Adam Smith y Thomas Reid.
Dentro de las ciencias naturales, los médicos de Edimburgo también lideraron el camino en química, anatomía y farmacología Sin embargo, en general las universidades y las escuelas de Francia y la mayor parte de Europa eran bastiones del tradicionalismo y no eran hospitalarias a la ilustración. En Francia, la mayor excepción fue la universidad médica de Montpellier.

### John Locke
Los escritos del empirista John Locke, de finales del siglo XVII, sobre filosofía, gobierno y educación fueron especialmente influyentes durante la Ilustración. En el campo de la educación, Locke es importante tanto por su teoría general del conocimiento como por sus ideas sobre la educación de la juventud. El empirismo de Locke, expresado en su idea de que las ideas se originan en la experiencia, se utilizó para atacar la doctrina de que los principios de la razón son innatos en la mente humana. En Ensayo sobre el entendimiento humano (1690), Locke sostuvo que las ideas provienen de dos «fuentes» de experiencia: la sensación, a través de la cual los sentidos transmiten percepciones a la mente, y la reflexión, mediante la cual la mente trabaja con las percepciones, formando ideas. Locke pensaba en la mente como una «tabla rasa» anterior a la experiencia, pero no afirmó que todas las mentes sean iguales. En Algunos pensamientos sobre la educación (1693) Locke insistió en que algunas mentes tienen un potencial intelectual mayor que otras.
En el caso de la educación, el empirismo de Locke significaba que el aprendizaje sólo se produce a través de la experiencia. Por tanto, la mejor manera de lograr la educación, que según Locke debía abordar tanto el carácter como el intelecto, es proporcionar al alumno ejemplos de pensamiento y comportamiento adecuados, enseñándole a presenciar y compartir los hábitos de virtud que forman parte de la sabiduría convencional del hombre racional y práctico. La virtud debe cultivarse mediante una educación adecuada, preparatoria para los «estudios» en sentido estricto. Para Locke, el niño primero aprende a hacer mediante la actividad y, más tarde, llega a comprender lo que ha hecho. La intimidad entre conducta y pensamiento se ilustra mejor en el título de La conducta del entendimiento de Locke, escrito como apéndice a su Ensayo sobre el entendimiento humano. Allí queda claro que la comprensión o entendimiento sólo se logra con un cultivo y una práctica cuidadosos. Esto significa que la comprensión o entendimiento no sólo implica conducta sino que también es en sí misma un tipo de conducta. Si el niño y el tutor comparten un tipo de conducta, entonces el niño habrá aprendido los hábitos de carácter y de mente que son necesarios para que la educación continúe.

### El enciclopedismo
Los llamados «enciclopedistas» fueron miembros de la Société des gens de lettres, una sociedad de escritores franceses, que contribuyeron al desarrollo de la Encyclopédie desde junio de 1751 hasta diciembre de 1765 bajo los editores Denis Diderot y Jean le Rond d'Alembert, y Diderot exclusivamente desde 1765 hasta 1772. La Encyclopédie supuso un recurso pedagógico de primer nivel para instruir a la ciudadanía con independencia de la enseñanza tradicional que, hasta ese momento, se hallaba íntegramente en manos de la Iglesia. Esta obra constituyó el instrumento deliberado para la transmisión de una «nueva cultura» que rompía con la impuesta desde arriba por la religión y el poder establecidos. Los valores que se divulgan se sitúan dentro del ámbito de la cultura humanista.

## Crecimiento del sistema educativo

### Alfabetización
La educación había sido otrora considerada un privilegio solamente para la clase alta. Sin embargo, durante los siglos XVII y XVIII, «la educación, la alfabetización y el aprendizaje» fueron gradualmente brindados a «ricos y pobres por igual». La tasa de alfabetización en Europa desde el siglo XVII hasta el siglo XVIII creció significativamente. La definición del término «alfabetización» en los siglos XVII y XVIII es diferente de nuestra definición actual. Los historiadores medían esta tasa durante estos siglos mediante la capacidad de las personas para firmar sus propios nombres. Sin embargo, este método de determinarla no reflejaba la capacidad de las personas para leer, hecho que ha afectado la determinación precisa de la tasa aparente de alfabetización de las mujeres antes de la era de la Ilustración, principalmente porque si bien la mayoría de las mujeres que vivían entre la Edad Media y la Ilustración no podían escribir ni firmar sus propios nombres, muchas podían leer, al menos hasta cierto punto.
Las tasas de analfabetismo disminuyeron más rápidamente en áreas más pobladas y donde había una mezcla de escuelas religiosas. En Inglaterra en la década de 1640 la alfabetización era del orden del 30% para los hombres, aumentando a 60% a mediados del siglo XVIII. En Francia, entre 1686 y 1690 era del orden del 29% para los hombres y 14% para las mujeres, antes de aumentar a 48% para los hombres y 27 % para las mujeres.
El aumento de la alfabetización se debió probablemente, al menos en parte, a la influencia religiosa, ya que la mayoría de escuelas y universidades estaban organizadas por clérigos, misioneros u otras organizaciones religiosas. La razón que motivó a las religiones para ayudar a aumentar la tasa de alfabetización entre el público en general era que la biblia se estaba imprimiendo en más lenguas y se creía que la alfabetización era la clave para entender la palabra de Dios. «Para 1714, la proporción de mujeres capaces de leer había aumentado, aproximadamente, al 25%, y aumentó de nuevo al 40% para 1750. Este aumento fue parte de una tendencia general, fomentada por el énfasis de la Reforma protestante en la lectura de las Sagradas Escrituras y por la demanda de alfabetización en una sociedad cada vez más mercantil. El grupo más afectado fue la creciente clase profesional y comercial, y escuelas de escritura y aritmética surgieron para brindar la formación que sus hijos requerían». El impacto de la Reforma en la alfabetización fue, desde luego, mucho más dramático en áreas protestantes. Por lo tanto, las tasas de alfabetización en la Europa del norte predominantemente protestante aumentaron mucho más rápidamente que en la Europa del sur, predominantemente católica. Los jesuitas, que fueron producto de la Contrarreforma católica, contribuyeron moderadamente  a una mayor alfabetización en regiones católicas.
En los países que siguieron siendo católicos, como Francia, la Iglesia católica conservó el control de la educación. De hecho, a medida que la monarquía se hizo más absoluta, también lo hizo en gran medida la autoridad de la Iglesia en materia de educación. En Francia, prácticamente todas las escuelas y universidades estaban controladas por las llamadas congregaciones o sociedades de enseñanza, la más famosa y poderosa de las cuales durante la primera mitad del siglo XVII fue la Compañía de Jesús. Las escuelas y universidades en estos países ignoraron en gran medida las nuevas direcciones de la Ilustración, y en las universidades atendidas por padres jesuitas, la escolástica medieval fue completamente restaurada. Las escuelas y universidades se negaron, en su mayoría, a contemplar cualquier ampliación de las fronteras del conocimiento y con demasiada frecuencia se vieron profundamente involucradas en los conflictos religiosos de la época. La Universidad de París, en particular, permaneció distraída durante todo el siglo XVII por disensiones teológicas. Aparte de los jesuitas, las congregaciones docentes más importantes de Francia eran el Oratorio de Jesús, u oratorianos, y los jansenistas de la abadía de Port-Royal. Los primeros, fundados en 1611 y que pronto abriría una serie de escuelas y seminarios para jóvenes nobles, estaban compuestos por sacerdotes, pero sacerdotes más liberales y racionalistas de lo que era común en la época. Ofrecían instrucción no sólo en humanidades, sino también en historia, matemáticas, ciencias naturales y logros tan refinados como la danza y la música. Aunque seguían utilizando el latín en la instrucción, promovieron también el uso del francés vernáculo en los primeros años de su plan de estudios. De hecho, tendían a sentirse atraídos por las ideas de Descartes, por una fe basada en la razón. Cuando en 1764 los jesuitas fueron expulsados de Francia, sus puestos docentes fueron asumidos en gran parte por oratorianos. Más famosas que las escuelas de los oratorianos, aunque disfrutaron de una carrera más breve, fueron las Escuelitas de Port-Royal. Su fundador fue Jean Duvergier de Hauranne, más conocido como el abad de Saint-Cyran, quien fue uno de los principales defensores del jansenismo en Francia, un movimiento opuesto al jesuitismo y al escolasticismo y que favorecía reformas audaces de la iglesia y un giro hacia un cierto pietismo. Hacia 1635, el abad de Saint-Cyran, con la ayuda de algunos parisinos ricos e influyentes, logró hacerse con el control del convento de Port-Royal, cerca de Versalles. Allí, el grupo jansenista comenzó a educar a unos pocos niños en 1637 y, para 1646, había establecido las Escuelitas de Port-Royal en el propio París. Su plan de estudios era similar al de los oratorianos, aunque excluía la danza, y era celebrado por su excelencia en francés y lógica y en lenguas extranjeras. Influenciados por la filosofía racionalista de Descartes, los jansenistas teorizaban que el aprendizaje tiene un orden «natural» y debe comenzar con lo que es familiar para el niño: así, se utilizó un sistema fonético para enseñar a leer, y toda la instrucción se impartía en francés, no en latín. Las composiciones de los estudiantes estaban orientadas hacia temas basados en sus propias experiencias o en temas de lectura actual. Involucrados en luchas políticas con los jesuitas, que todavía eran influyentes en la corte, todas las escuelas jansenistas fueron clausuradas en 1660, si bien sus teorías y prácticas fueron ampliamente adoptadas y se volvieron extremadamente influyentes.

### Sistema prusiano
En 1694 se fundó la Universidad de Halle, que ha sido descrita como la primera universidad moderna real. Se originó en una Ritterschule, o «escuela de caballeros», imitando las escuelas para caballeros en Francia, y en 1694 el emperador del Sacro Imperio Romano Germánico Leopoldo I le otorgó una carta fundacional. El objetivo principal de fundar una universidad en Halle era crear un centro para el partido luterano, pero su carácter, bajo la influencia de sus dos maestros más notables, los filósofos Christian Thomasius y August Hermann Francke, pronto se expandió más allá de los límites de esta concepción. Thomasius fue el primero en dar el ejemplo —pronto seguido por todas las universidades de Alemania— de impartir clases en la lengua vernácula en lugar del latín habitual, lo que constituía una declaración de guerra contra la escolástica. Francke, como fundador de la escuela pietista, ejerció una gran influencia. Durante todo el siglo XVIII, Halle fue la ciudad líder del pensamiento académico y de la teología avanzada en la Alemania protestante, aunque compartió ese liderazgo a partir de mediados de siglo con la Universidad de Gotinga (fundada en 1737). Con Gotinga, otra importante contribución fue la recuperación de los estudios clásicos y la creación de una facultad de filosofía distinta de la de teología, diseñada no solo para promover la erudición, sino también para formar profesores. La propia Halle estableció la primera cátedra de teoría pedagógica.
El Reino de Prusia introdujo un sistema educativo público moderno diseñado para llegar a toda la población; fue copiado extensamente a través de Europa y los Estados Unidos en el siglo XIX. Los fundamentos básicos del sistema prusiano de educación primaria fueron expuestos por Federico el Grande con su Generallandschulreglement, un decreto de 1763, cuyo borrador fue redactado por Johann Julius Hecker, quien había estudiado en Halle e influenciado por las ideas de Francke. Se ordenaba la escolarización de todos los jóvenes prusianos, tanto de niños como de niñas, para que fueran educados principalmente por escuelas financiadas por las municipalidades desde los 5 años de edad hasta los 13 o 14 años. Prusia fue uno de los primeros países en introducir una educación primaria sostenida por impuestos y generalmente obligatoria. En comparación, la escolaridad obligatoria en Francia o Gran Bretaña no fue promulgada con éxito sino hasta la década de 1880.
El sistema prusiano consistía en un curso de ocho años de educación primaria, llamado Volksschule. Brindaba no sólo habilidades técnicas básicas necesarias en un mundo en modernización(como la lectura y la escritura), sino también música (canto), educación religiosa (cristiana) en estrecha colaboración con las iglesias e intentó imponer un estricto ethos de responsabilidad, sobriedad y disciplina. La matemática y el cálculo no eran obligatorios en el inicio y tomar estos cursos requería un pago adicional por parte de los padres. Federico el Grande también formalizó etapas educativas posteriores, como la Realschule («escuela realista») y el estadio más alto, el gymnasium (educación secundaria financiada por el estado), que se utilizó como escuela preparatoria para la universidad. El examen final o Abitur, se introdujo en 1788, se implementó en todas las escuelas secundarias prusianas para 1812, extendiéndose a toda Alemania en 1871 y continuando hasta el presente. La aprobación de este examen era un requisito previo para entrar en las profesiones cultas y los niveles superiores de la administración pública. Generaciones de profesores prusianos y también alemanes, que en el siglo XVIII a menudo no tenían educación formal ninguna y al principio eran a menudo exoficiales menores sin formación pedagógica alguna, trataron de obtener más reconocimiento académico, formación y mejor remuneración, y desempeñaron un papel importante en varios movimientos de protesta y reforma.
El sistema prusiano, después de sus modestos comienzos, consiguió llegar a la asistencia obligatoria, capacitación específica para los maestros, pruebas nacionales para todos los estudiantes (de todos los sexos), currículo nacional establecido para cada grado y educación preescolar obligatoria. En 1810, Prusia introdujo requisitos estatales de certificación para los maestros, lo que aumentó significativamente los estándares de enseñanza.
En el siglo XVIII, los estados prestaban más atención a sus sistemas educativos ya que reconocían que las personas eran más útiles para el estado si estaban bien educados. Los conflictos entre la corona y la Iglesia ayudaron a la expansión de los sistemas educativos. A los ojos de la Iglesia y del Estado, las universidades eran instituciones que existían para mantener el dominio de uno sobre el otro. La desventaja de tal conflicto fue que la libertad de pensamiento sobre las materias enseñadas en estas instituciones estaba restringida. Las instituciones educativas eran partidarias o bien de la monarquía o de la religión, pero nunca de ambas.
Además, cambios en los criterios educativos para profesiones de mayores ingresos como los abogados o los médicos se hicieron más estrictas, por ejemplo, requisitos de tener una cierta experiencia educativa antes de ser licenciados, lo que ayudó a promover aumentos en el número de estudiantes que asistían a universidades.

## La cultura impresa
La explosión de la cultura impresa, que comenzó en el siglo XV con la imprenta de Johannes Gutenberg, fue a la vez un resultado y una causa del aumento de la alfabetización. El número de libros publicados en el período de la Ilustración aumentó drásticamente debido a la demanda de libros, que fue resultado del aumento de las tasas de alfabetización y de la disminución de los costes y la facilidad de disponibilidad de libros que se hizo posible con la imprenta. Hubo un cambio en los porcentajes de libros impresos en varias categorías durante el siglo XVII.
Los libros religiosos habían ocupado cerca del 50% de todos los libros publicados en París en ese momento. Sin embargo, el porcentaje de libros religiosos cayó al 10% para 1790 y hubo un aumento en la popularidad de libros tales como los almanaques. La literatura científica en francés pudo haber aumentado ligeramente, pero en general se mantuvo bastante constante a lo largo del siglo XVIII. Sin embargo, la literatura contemporánea parece haber aumentado a medida que avanzaba el siglo. Asimismo, hubo un cambio en las lenguas en las que se imprimían los libros. Antes del siglo XVIII, un gran porcentaje de los libros se publicaban en latín. A medida que avanzaba el tiempo, hubo un descenso en el porcentaje de libros publicados en latín. Paralelamente, el porcentaje de libros publicados en francés y en otros idiomas aumentó en toda Europa.
Sin duda, la importancia de la cultura de la impresión para la educación no radica simplemente en contar cifras de publicación. Los estudiantes debían usar los libros que se les daban y debían usar lápiz y papel para organizar y dar sentido a la información que estaban aprendiendo. En este sentido, la cultura impresa estuvo estrechamente ligada a la cultura de la escritura a mano, particularmente las habilidades y rutinas asociadas con la toma de notas. Quizás uno de los éxitos más notables de los sistemas educativos de la Ilustración fue que enseñaron a los estudiantes cómo administrar eficientemente la información sobre el papel, tanto en la escuela como después en la universidad.

## Bibliotecas públicas
Durante el periodo de la Ilustración, hubo cambios en las instituciones culturales públicas, como bibliotecas o museos. El sistema de bibliotecas públicas fue un producto de la Ilustración. Fueron financiadas por el Estado y accesibles a todos de forma gratuita.
Antes de la Ilustración, las bibliotecas en Europa se restringían principalmente a las academias y las colecciones privadas de aristócratas y otros individuos ricos. Con el comienzo de instituciones financiadas por el Estado, las bibliotecas públicas se convirtieron en lugares donde el público en general podía estudiar temas de interés y autoeducarse. Durante el siglo XVIII, los precios de los libros eran en general demasiado altos para una persona del común, especialmente las obras más populares como las enciclopedias. Por tanto, las bibliotecas públicas ofrecieron a los plebeyos la oportunidad de leer literatura y otras obras que antes sólo podían ser leídas por las clases más ricas.

## Intercambio intelectual
Durante el siglo XVIII, el aumento en lugares de reunión social, tales como cafés, clubes, academias o logias masónicas proporcionó lugares alternativos donde la gente podía leer, aprender e intercambiar ideas. En Inglaterra, los cafés se convirtieron en espacios públicos donde se discutían ideas políticas, filosóficas o científicas. El primer café en Gran Bretaña se fundó en Oxford en 1650 y el número de cafés se expandió alrededor de Oxford.
El café era un lugar donde la gente se congregaba, leía, aprendía y debatían los unos con los otros. En idioma inglés, otro nombre para los cafés era el de «Penny University» (Universidades de centavo), en tanto los cafés tenía una reputación de ser lugares de aprendizaje informal. «La popularización de nuevas ideas alentó cambios adicionales en los hábitos y creencias de muchas personas del común. Clubes de lectura y cafés permitieron a muchos artesanos y empresarios urbanos discutir las últimas ideas de reforma». Aunque los cafés eran en general asequibles para todos, la mayoría de ellos no permitían participar a las mujeres. Clubes, academias y logias, aunque no completamente abiertos al público, establecieron puntos de intercambio intelectual que funcionaban como instituciones educativas de facto.

## Educación femenina
Durante el siglo XVII, había varias escuelas dedicadas a niñas, pero la norma cultural era que fueran educadas informalmente en casa. Durante el siglo XVIII, hubo un aumento en el número de niñas que fueron educadas en escuelas. Esto fue especialmente cierto para familias de clase media, cuyo creciente estatus financiero y aspiraciones sociales hicieron que fuera deseable y posible brindarles un estilo aristocrático de educación a sus hijas.

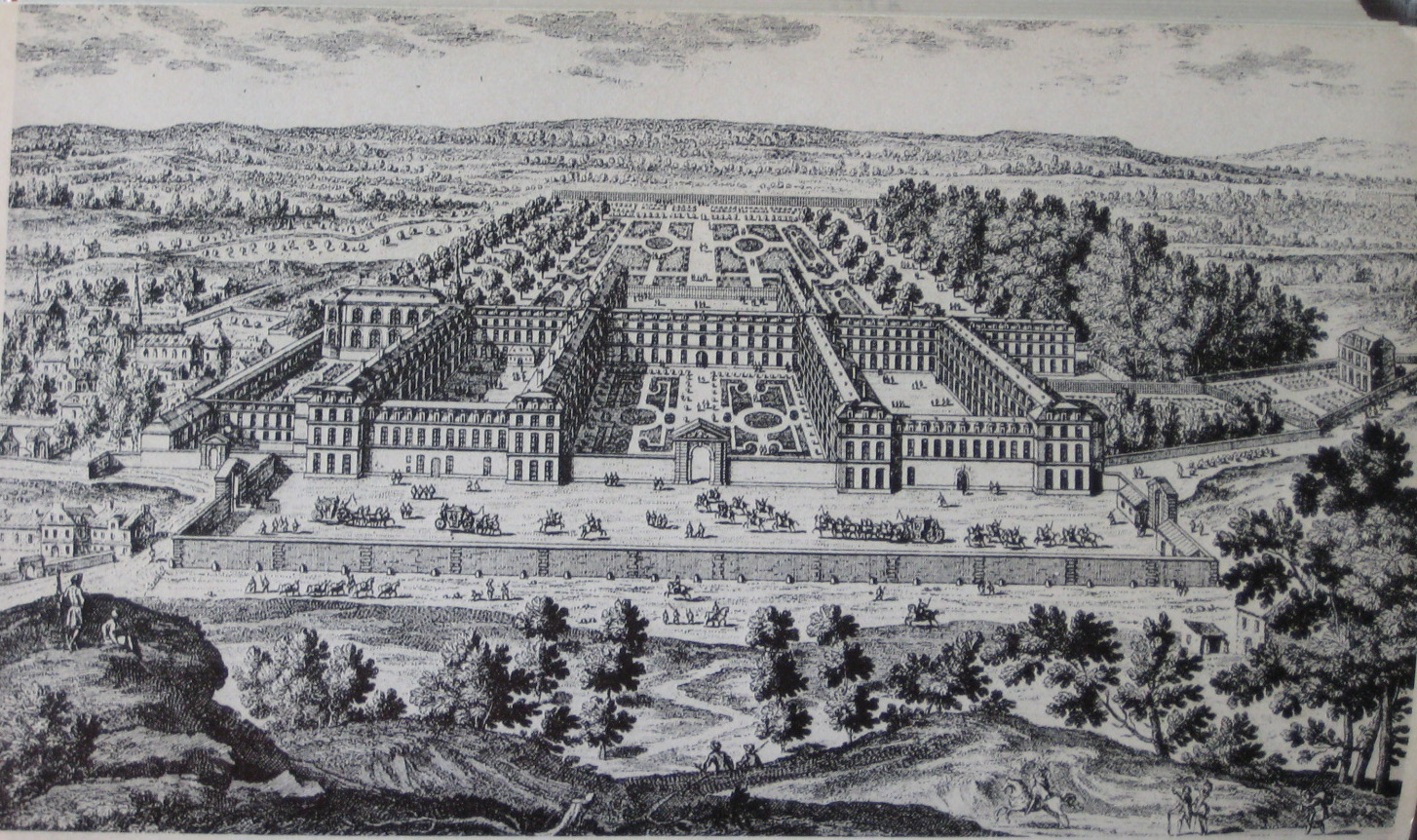
Vista de la Maison Royale de Saint-Louis a principios del.

En Francia, una de las escuelas más famosas para niñas fue la Maison royale de Saint-Louis, en la actual Saint-Cyr-l'École, que fue fundada en 1686 por la Madame de Maintenon. Aunque, la escuela de Saint-Louis tenía por objeto educar a las mujeres, no se atrevía a desafiar las perspectivas tradicionales hacia las mujeres. Por tanto, el hecho de que hubiera escuelas para mujeres no conllevó un cambio social para que las propias escuelas desafiaran el statu quo social. Las mujeres fueron excluidas de materias como las ciencias naturales o política. Otra importante trabajadora en el campo de la educación femenina fue santa Juana Francisca Frémyot de Chantal, quien, junto con su padre confesor san Francisco de Sales, fundó en 1610 la orden de las Visitandinas, un grupo dedicado a obras de caridad y a la educación religiosa de las mujeres. En octubre de 1795, Francia creó un «Instituto Nacional y Escuelas Normales que excluían a las mujeres del estudio profesional de la filosofía». En sus memorias sobre su educación de la infancia, Louise d'Épinay señaló que a las niñas no se les enseñaba mucho de nada y que una educación adecuada era considerada inapropiada para el sexo femenino.
El tema principal de la educación femenina se relacionaba con la perspectiva tradicional de que la debilidad de la mujer se debe a la naturaleza. Entre las primeras obras publicadas que desafiaban la idea de que las mujeres eran el sexo intelectual más débil se encuentra De regalite des deux sexes (Sobre la igualdad de los sexos) de François Poullain de La Barre en 1673, en la que proclamaba que «la mente no tiene sexo». John Locke y d'Épinay siguieron su ejemplo y argumentaron que la aparente debilidad y falta de logros de las mujeres se debía a expectativas debilitantes y una educación deficiente. Fue un tema retomado por la primera médica de Alemania, Dorothea Christiane Erxleben, quien escribió Investigación exhaustiva de las causas que impiden que el sexo femenino estudie (1742).
Se dice que las teorías pedagógicas centradas en el niño de Locke «establecieron los términos en los que se debatía la educación en la Irlanda del siglo XVIII», incluso para las niñas. En la década de 1760, un ejemplo principal de un enfoque ilustrado de la coeducación fue la autodenominada «escuela de juegos» del maestro irlandés David Manson en Belfast. En la escuela de Manson, que también se ha considerado como un presagio de algunos de los experimentos generalmente atribuidos a la nueva escuela de pedagogos inspirados por Rousseau, «señoritas recibían la misma educación extensa que los jóvenes». Se movían juntos en igualdad de rango a través de la jerarquía académica y del juego común: reinas junto a reyes, duquesas junto a duques y damas junto a lords, y tanto niñas como niños asistían a un parlamento los sábados.
Tales prácticas eran en líneas generales coherentes con la pedagogía que más tarde propuso Mary Wollstonecraft. Su Vindicación de los derechos de la mujer, publicada en Londres y Dublín en 1791, fue traducida casi inmediatamente al francés y se imprimió en los Estados Unidos. Al igual que Rousseau, pensaba que la educación debía basarse en la promoción y exploración de las capacidades naturales de una persona, pero protestó ante su sugerencia de que esto requería que la educación de las mujeres fuera diferenciada y adaptada a una responsabilidad preventiva de brindar cuidados. Sostenía que las indudables capacidades de cuidado de las mujeres solo podían mejorarse, moral e intelectualmente, asegurando a las niñas oportunidades de educación iguales y, sobre todo, en las habilidades de razonamiento lógico y pensamiento abstracto mediante el dominio de materias como matemáticas, ciencias, historia, literatura o lenguaje.
Catalina la Grande de Rusia se convertiría en patrona de la educación de las mujeres en su país a lo largo del siglo XVIII. Siguiendo el consejo de Ivan Betskoi, un reformador y asesor educativo, la emperatriz creó internados separados para niños y niñas. Su establecimiento del Instituto Smolny para niñas nobles en 1764, se convirtió en el primer instituto de enseñanza superior para mujeres en Europa. Al año siguiente, Catalina también estableció el Instituto Novodevichii, un instituto totalmente femenino para las hijas de los plebeyos rusos. Así como Federico el Grande supervisaría el establecimiento de la educación obligatoria en Prusia, Catalina contribuiría a la evolución de la educación de las mujeres en el continente y permitiría una mayor modernización del estado ruso durante la Ilustración.